# ماريو فازيو
ماريو فازيو (بالإيطالية: Mario Fazio)‏ ولد بتاريخ 26 يوليو 1919 في قطانية، وتوفي في 13 نوفمبر 1983 في قطانية، كان دراج إيطالي.

## روابط خارجية
- ماريو فازيو على موقع أرشيف الدراجات (الإنجليزية)
- ماريو فازيو على موقع إحصائيات الدراجات الإحترافية (الإنجليزية)
- ماريو فازيو على موقع CycleBase (الإنجليزية)